# Кучаєв Костянтин Віталійович
Костянтин Віталійович Кучаєв (рос. Константи́н Вита́льевич Куча́ев, 18 березня 1998, Рязань) — російський футболіст, півзахисник московського ЦСКА.

## Кар'єра
Почав займатися футболом у рязанській школі ДЮСШ ЦСК, з 2012 році був у академії «Сатурна» (Раменське), а 2015 року опинився в системі ЦСКА (Москва).
Дебютував у Прем'єр-лізі Росії 2 квітня 2017 року в домашньому матчі 21-го туру проти «Крил Рад», вийшовши на заміну на 85-й хвилині замість Олександра Головіна.
27 вересня в рамках групового етапу Ліги чемпіонів на 90-й хвилині забив гол у ворота «Манчестер Юнайтед».

## Титули і досягнення
- Володар Суперкубка Росії (1):

ЦСКА: 2018
- Володар Кубка Росії (1):

ЦСКА: 2022-23